# Apion (djur)
Apion är ett släkte av skalbaggar, som ingår i familjen spetsvivlar och som beskrevs 1797 av Herbst. Släktet är mycket artrikt och vissa auktoriteter delar upp det i flera släkten.

## Bildgalleri

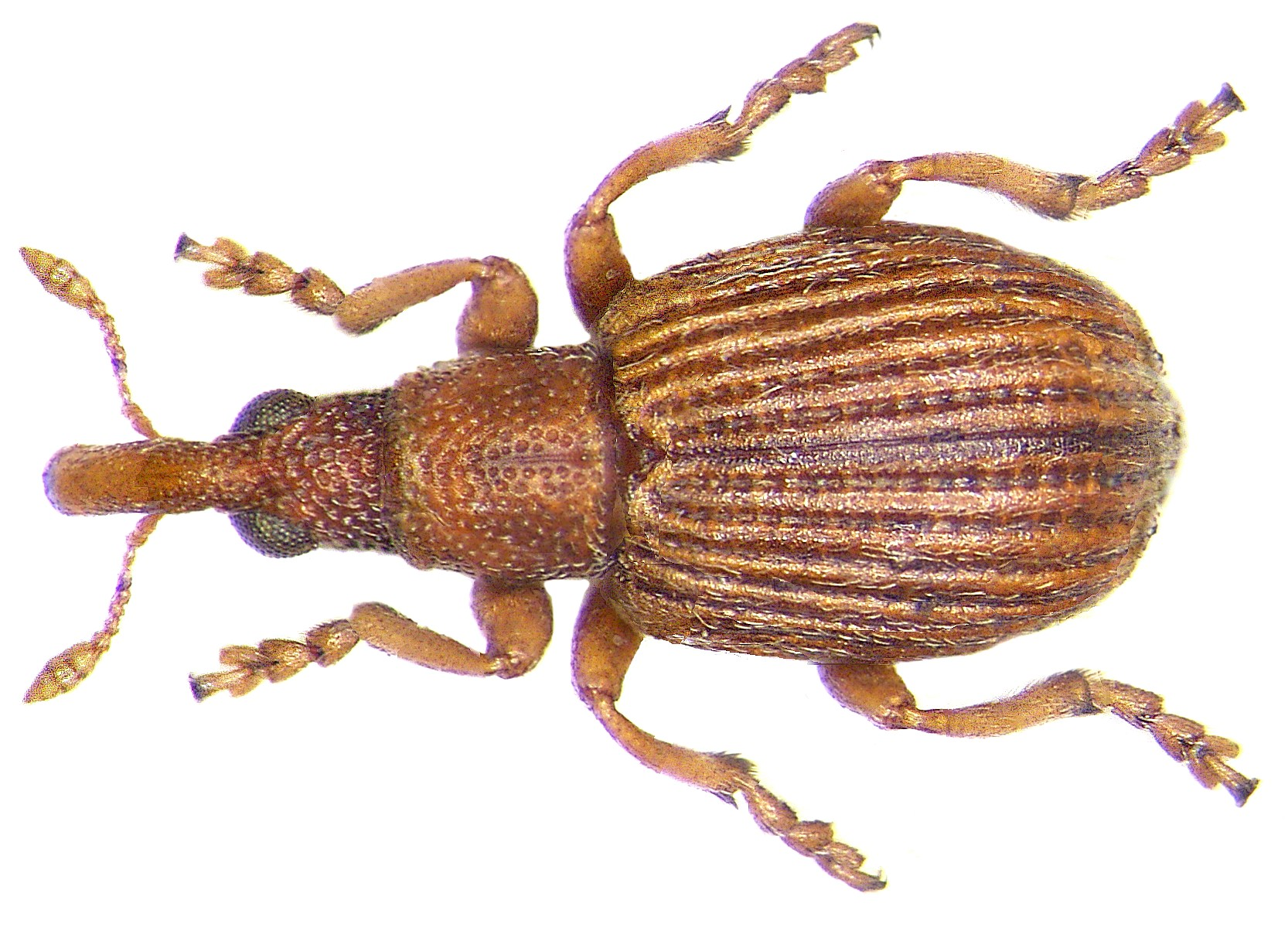
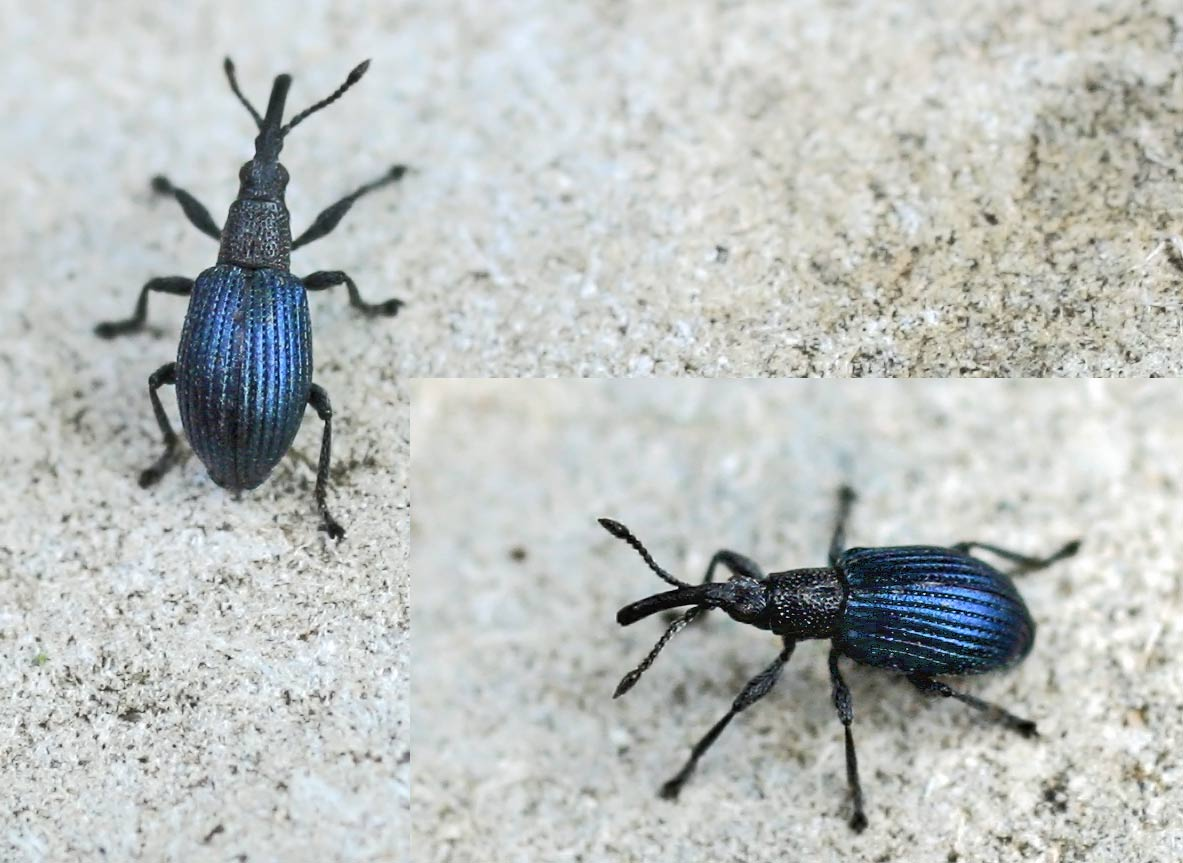
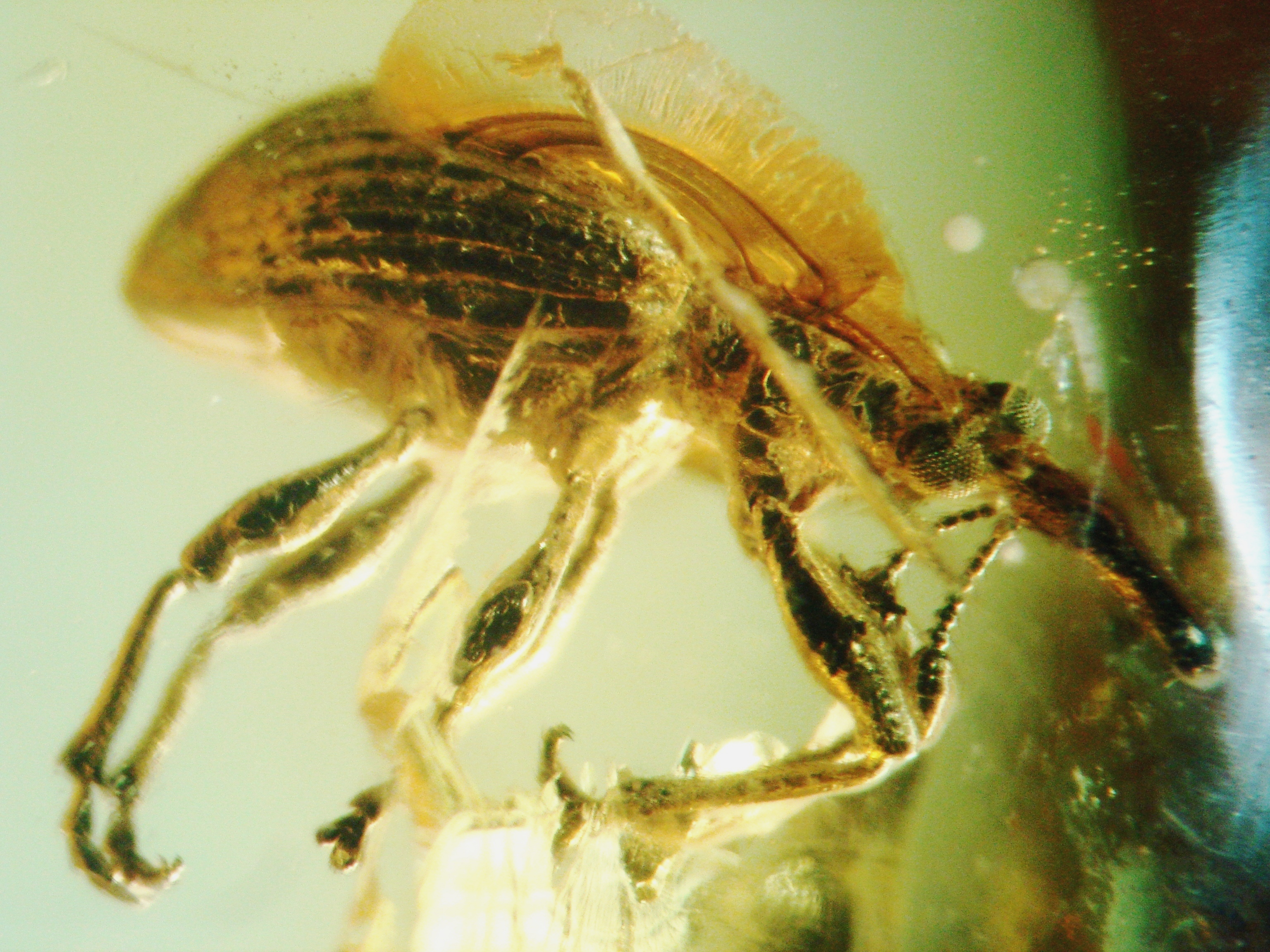
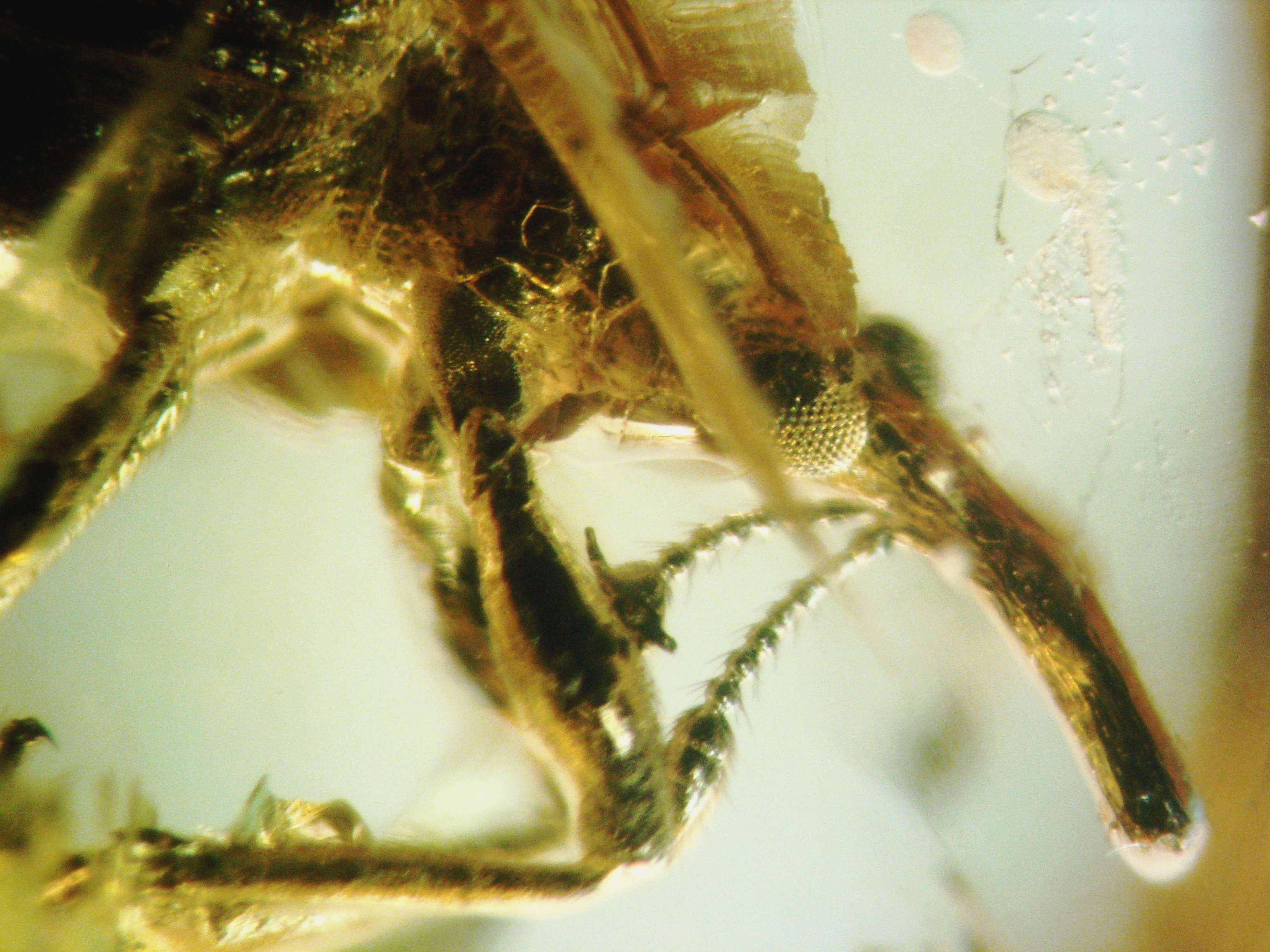
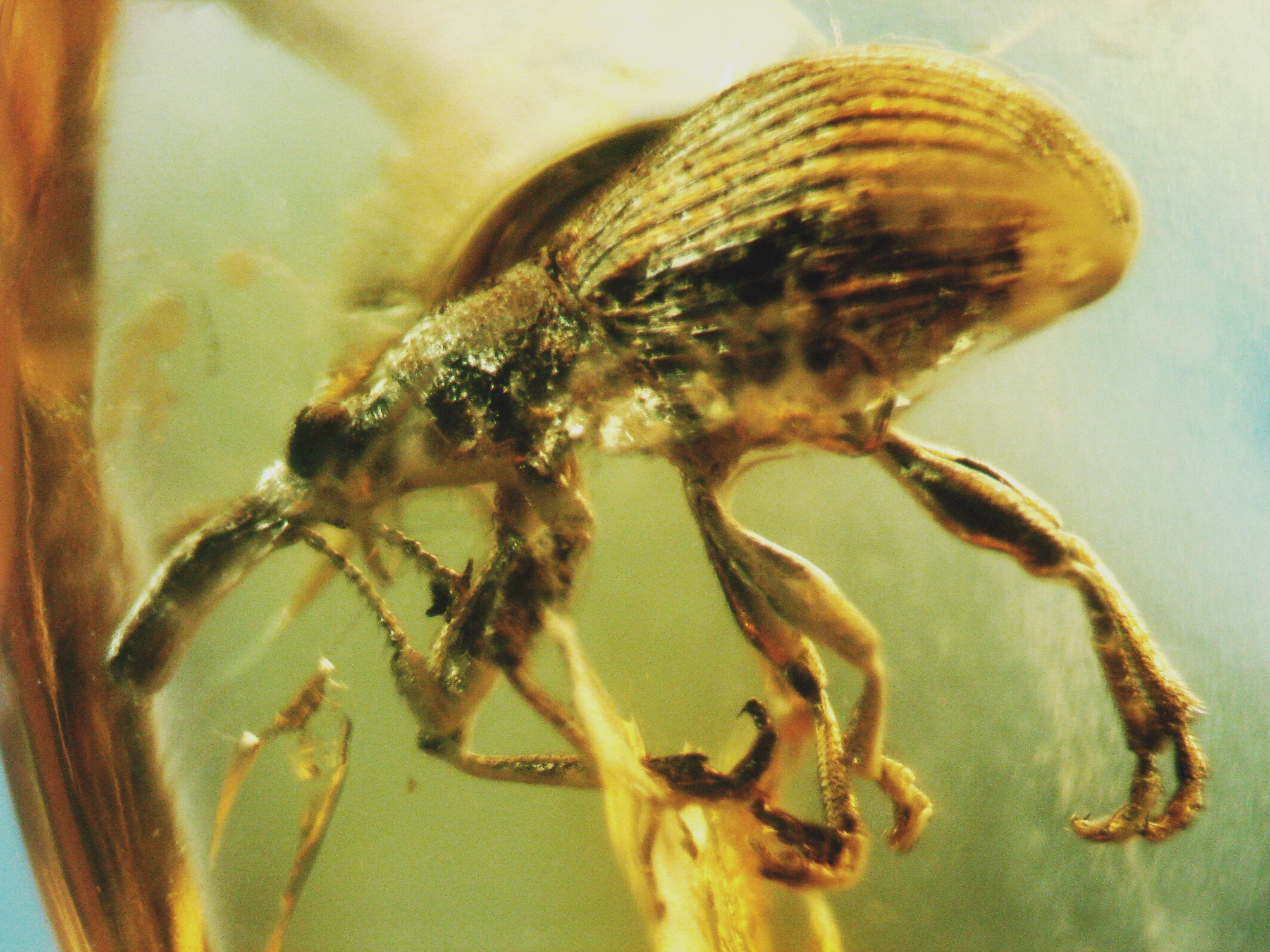

## Arter i alfabetisk ordning[1][2]
- Apion abimva
- Apion acanthi
- Apion aciculare
- Apion aciculatirostre
- Apion acium
- Apion adonis
- Apion aeneocephalum
- Apion aeneum
- Apion aeratum
- Apion aestimatum
- Apion aestivum
- Apion aethiops
- Apion afer
- Apion affine
- Apion africanum
- Apion agnusi
- Apion alaskanum
- Apion albanicum
- Apion albertianum
- Apion albicans
- Apion albidulum
- Apion albopilosum
- Apion albovittatum
- Apion alcyoneum
- Apion alfierii
- Apion alliariae
- Apion altiatlantis
- Apion amplipenne
- Apion angulicolle
- Apion angustatum
- Apion angusticolle
- Apion angustulum
- Apion antennale
- Apion antilope
- Apion antiquum
- Apion apricans
- Apion aquilinum
- Apion arachne
- Apion argentinum
- Apion aridum
- Apion armatum
- Apion armoricanus
- Apion assimile
- Apion astragali
- Apion astralagi
- Apion aterrimum
- Apion atomarium
- Apion atratulum
- Apion atratum
- Apion atrirostre
- Apion atritarse
- Apion atroviolaceus
- Apion auratum
- Apion austriacum
- Apion azurescens
- Apion baccatum
- Apion barbirostris
- Apion basicorne
- Apion bequaerti
- Apion betulae
- Apion bicolor
- Apion bifarium
- Apion bifoveolatum
- Apion bigibbosum
- Apion bimbiense
- Apion bischoffi
- Apion bletoni
- Apion bohemanii
- Apion bokharanum
- Apion bolivianum
- Apion boops
- Apion brachypenne
- Apion brachyrrhynchum
- Apion bredoi
- Apion bremondi
- Apion brentiforme
- Apion breve
- Apion brevicorne
- Apion brevirostre
- Apion brevirostris
- Apion breyeri
- Apion bruchi
- Apion brundini
- Apion brunneonigrum
- Apion brunneorufum
- Apion brunnicornis
- Apion brunnipes
- Apion burgeoni
- Apion caeruleopenne
- Apion caerulescens
- Apion caffrum
- Apion calabricum
- Apion caliginosum
- Apion caliginosus
- Apion canescens
- Apion cantabricus
- Apion capense
- Apion carbonarium
- Apion carduorum
- Apion carpini
- Apion castaneum
- Apion caucasicum
- Apion centrimacula
- Apion cerdo
- Apion chalybeipenne
- Apion chevrolati
- Apion chillaloense
- Apion chloris
- Apion cinchonae
- Apion cineraceum
- Apion cinerascens
- Apion civicum
- Apion cockerelli
- Apion cockerellianum
- Apion coeruleopenne
- Apion coeruleum
- Apion columbinum
- Apion comoni
- Apion compactum
- Apion complexus
- Apion compressicorne
- Apion concors
- Apion confluens
- Apion congolanum
- Apion contrarium
- Apion coracinum
- Apion corniculatum
- Apion craccae
- Apion crassirostre
- Apion crassiusculum
- Apion crenatum
- Apion croceifemoratum
- Apion crotalariae
- Apion cruentatum
- Apion csikii
- Apion cuneatum
- Apion cupidon
- Apion cuprescens
- Apion cupreum
- Apion cuprifulgens
- Apion curtirostre
- Apion curtisii
- Apion curtisis
- Apion curvirostre
- Apion cyanellum
- Apion cyanescens
- Apion cyaneum
- Apion cyanipenne
- Apion cyanitinctum
- Apion cyclorhynchum
- Apion cydoniae
- Apion cylindricolle
- Apion cylindroides
- Apion cyprium
- Apion dalmatinum
- Apion delphinense
- Apion delta
- Apion deribense
- Apion desbordesi
- Apion descarpentriesi
- Apion detritum
- Apion difficile
- Apion difforme
- Apion diffractum
- Apion dilaticolle
- Apion discors
- Apion dispar
- Apion dissimile
- Apion distinctirostre
- Apion dives
- Apion dubium
- Apion dudichi
- Apion dumonti
- Apion duprezi
- Apion ebeninum
- Apion eccentricum
- Apion edmundi
- Apion elegantulum
- Apion elongatulum
- Apion elongatum
- Apion ennediensis
- Apion ensiferum
- Apion episternale
- Apion eriogoni
- Apion ervi
- Apion eximium
- Apion facetum
- Apion fagi
- Apion faldermanni
- Apion fallax
- Apion fasciatum
- Apion fasciculatum
- Apion femorale
- Apion femoratum
- Apion femoratus
- Apion ferrugineum
- Apion fesense
- Apion figuratum
- Apion filicorne
- Apion filirostre
- Apion flavescens
- Apion flavicorne
- Apion flavifemoratum
- Apion flavimanum
- Apion flavipes
- Apion florilegum
- Apion fociliferum
- Apion foraminosum
- Apion foveatoscutellatum
- Apion foveolatum
- Apion frontellum
- Apion frumentarium
- Apion fuegianum
- Apion fulvipes
- Apion fulvirostre
- Apion fulvofemoratum
- Apion fulvovestitum
- Apion fumosum
- Apion furvum
- Apion fuscipes
- Apion fuscirostre
- Apion fuscomarginatum
- Apion gattefossei
- Apion geniculatum
- Apion genistae
- Apion georgeli
- Apion gerardi
- Apion germari
- Apion ghesquierei
- Apion gibbifrons
- Apion gibbirostre
- Apion gibbosum
- Apion glabratum
- Apion glaucinum
- Apion globulipenne
- Apion gnarum
- Apion gracilicolle
- Apion gracilipes
- Apion graminis
- Apion grande
- Apion grandis
- Apion gravidum
- Apion griesbachii
- Apion grimmi
- Apion griseum
- Apion gyllenhalii
- Apion haematodes
- Apion hakani
- Apion harcyniae
- Apion hedysari
- Apion herbarum
- Apion heydeni
- Apion hibisci
- Apion hilare
- Apion hingstoni
- Apion hirsutum
- Apion hirtissimum
- Apion hoffmanni
- Apion holosericeum
- Apion hookeri
- Apion hookerorum
- Apion hulstaerti
- Apion humile
- Apion hustachei
- Apion hydrolapathi
- Apion immune
- Apion importunum
- Apion impressicolle
- Apion inaequale
- Apion incanum
- Apion incisicolle
- Apion incisum
- Apion incrassatum
- Apion incurvatirostre
- Apion indistinctum
- Apion ineditum
- Apion informe
- Apion ingratum
- Apion inhonestum
- Apion inhumerale
- Apion insidiator
- Apion interjectum
- Apion intermedium
- Apion intermedius
- Apion interstitiale
- Apion intrusum
- Apion irenae
- Apion iris
- Apion jebelmurraense
- Apion jemjemense
- Apion johannis
- Apion jousi
- Apion juniperi
- Apion kandarense
- Apion kapiriense
- Apion katanganum
- Apion kaufmanni
- Apion kaulbacki
- Apion kenedii
- Apion kirbii
- Apion kirbyi
- Apion kunzei
- Apion kwamouthense
- Apion laevicolle
- Apion laevigatum
- Apion laevithorax
- Apion laeviusculum
- Apion lamottei
- Apion languidum
- Apion lapathi
- Apion lapathorum
- Apion laportei
- Apion lathyri
- Apion laticeps
- Apion lativentre
- Apion leachii
- Apion lebasii
- Apion lemovicinum
- Apion leptocephalum
- Apion limbatum
- Apion limonii
- Apion lineare
- Apion lineatum
- Apion livescerum
- Apion lodosi
- Apion longior
- Apion longirostre
- Apion lopezi
- Apion loti
- Apion lythri
- Apion mackiae
- Apion magyaricum
- Apion makakaro
- Apion malvae
- Apion malvarum
- Apion marchicum
- Apion marshami
- Apion mateui
- Apion mayneanum
- Apion mecops
- Apion mediocre
- Apion mediterraneum
- Apion medtabundum
- Apion megalomma
- Apion meieri
- Apion melancholicum
- Apion melanopus
- Apion meliloti
- Apion metrosideros
- Apion micans
- Apion microcephalum
- Apion millum
- Apion miniatum
- Apion minimum
- Apion minutum
- Apion mirei
- Apion modestum
- Apion mokoto
- Apion monardi
- Apion montis
- Apion morio
- Apion moschatae
- Apion motoense
- Apion motschulskyi
- Apion muluanum
- Apion muluense
- Apion mundum
- Apion neglectum
- Apion nigrescens
- Apion nigrinum
- Apion nigrirostre
- Apion nigritarse
- Apion nigrosuturatum
- Apion nigrum
- Apion niveomaculatum
- Apion nocivum
- Apion nonveilleri
- Apion normandi
- Apion nossibense
- Apion notabile
- Apion nugax
- Apion oblivium
- Apion oblongum
- Apion obscurum
- Apion obsoletus
- Apion ochropus
- Apion oculare
- Apion oligochrysum
- Apion ononidis
- Apion ononis
- Apion onopordi
- Apion opeticum
- Apion opticum
- Apion orbitale
- Apion origani
- Apion oxurum
- Apion pallicorne
- Apion pallidactylum
- Apion pallidicorne
- Apion pallidirostre
- Apion pallidulum
- Apion pallipes
- Apion palpebratum
- Apion pannonicum
- Apion paracoeleste
- Apion pasticum
- Apion pauperculum
- Apion pavidum
- Apion penetrans
- Apion pensylvanicum
- Apion peringueyi
- Apion periscelis
- Apion perlentum
- Apion perplexum
- Apion pervicinum
- Apion picicorne
- Apion picicornis
- Apion piliferum
- Apion pilosellum
- Apion pilosum
- Apion pingue
- Apion pisi
- Apion platalea
- Apion plebejum
- Apion plumbeomicans
- Apion plumbeum
- Apion pomonae
- Apion porcatum
- Apion proximum
- Apion pseudasphaltinum
- Apion pseudogallaecianum
- Apion pseudohipponense
- Apion pubescens
- Apion pulchrum
- Apion pullum
- Apion puncticolle
- Apion puncticollis
- Apion punctifrons
- Apion punctiger
- Apion punctigerum
- Apion punctirostre
- Apion purpureum
- Apion pusillum
- Apion pyrenaeus
- Apion pyritosus
- Apion quadratum
- Apion radiolus
- Apion reconditum
- Apion recticorne
- Apion reflexum
- Apion remaudierei
- Apion rogeri
- Apion rostrum
- Apion rotundicolle
- Apion ruandanum
- Apion rubellum
- Apion rubens
- Apion rubicundum
- Apion rubiginosum
- Apion rubricosum
- Apion rufescens
- Apion ruficornis
- Apion ruficrus
- Apion rufipenne
- Apion rufipes
- Apion rufirostre
- Apion rufirostris
- Apion rufitarse
- Apion rufomanum
- Apion rufonigrum
- Apion rugicolle
- Apion rugifrons
- Apion rugosiceps
- Apion rumicis
- Apion rungsi
- Apion russeolum
- Apion rutae
- Apion rutshuruanum
- Apion rutshuruense
- Apion sahlbergi
- Apion salicis
- Apion salviae
- Apion sandovali
- Apion sanguineum
- Apion sayi
- Apion scabricolle
- Apion scandinavicum
- Apion schaeferi
- Apion schoenherri
- Apion schoutedenianum
- Apion scolopax
- Apion scotti
- Apion scrobicolle
- Apion scutellare
- Apion sedi
- Apion segnipes
- Apion sejugatum
- Apion sellatum
- Apion semivittatum
- Apion seniculus
- Apion setiferum
- Apion sibiricum
- Apion siluricum
- Apion simile
- Apion simplex
- Apion simulans
- Apion simum
- Apion smreczynskii
- Apion sorbi
- Apion spartii
- Apion speculiferum
- Apion spencii
- Apion spinirostre
- Apion squamidorsum
- Apion squamulatum
- Apion steeleae
- Apion steveni
- Apion stolidum
- Apion striatum
- Apion subcoeruleum
- Apion subfoveirostre
- Apion submaculatum
- Apion submetallicum
- Apion subnigrum
- Apion subsulcatum
- Apion subtritum
- Apion subulatum
- Apion subulirostre
- Apion sulciferum
- Apion sulcifrons
- Apion sulcipenne
- Apion sundevalli
- Apion superciliosum
- Apion tagagnei
- Apion tamarisci
- Apion temperei
- Apion tenellum
- Apion tenue
- Apion tenuissimum
- Apion tenuius
- Apion teretirostre
- Apion terricola
- Apion testaceipes
- Apion thomasi
- Apion tibetanum
- Apion tibialis
- Apion translaticium
- Apion tricarinatum
- Apion trifolii
- Apion triste
- Apion troglodytes
- Apion tshibindense
- Apion tubiferum
- Apion tucumanense
- Apion tumidum
- Apion tunicense
- Apion turneri
- Apion ueleanum
- Apion ukerewense
- Apion ulicicola
- Apion ulicis
- Apion unicolor
- Apion urticarium
- Apion ustum
- Apion wagnerianum
- Apion valentinum
- Apion validirostre
- Apion validum
- Apion waltoni
- Apion vanderijstianum
- Apion variabile
- Apion variegatum
- Apion varipes
- Apion waterhousei
- Apion watsaense
- Apion velox
- Apion vernale
- Apion vestitum
- Apion viciae
- Apion vicinum
- Apion violaceipenne
- Apion violaceum
- Apion virens
- Apion viridescens
- Apion viridiaeneum
- Apion witteanum
- Apion wittei
- Apion vittula
- Apion vitula
- Apion vorax
- Apion vrydaghi
- Apion xanthopus
- Apion yeboense
- Apion zikani
- Apion zukwalae
- Apion zukwalaense